# Лиланд, Генри Мартин
Ге́нри Мартин Ли́ланд (англ. Henry Martyn Leland; 16 февраля 1843 — 26 марта 1932) — американский инженер, изобретатель и промышленник, основатель автомобильных компаний Cadillac и Lincoln.

## Начало карьеры
В юности работал механиком на пароходах, на фабрике по производству швейных машин. Во время Гражданской Войны Генри Лиланд работал механиком на оружейном арсенале в Спрингфилде. Затем он стал механиком-конструктором на заводе «Браун и Шарп» (Browne & Sharpe). После переезда завода в Детройт, в 1890 году основал фирму «Лиланд и Фолкнер» (Leland and Faulconer), которая занималась литьём и штамповкой металла, производила автомобильные двигатели и элементы шасси.

## Cadillac
В 1903 сконструировал свой автомобиль Кадиллак совместно с Генри Фордом. Это была «модель A», продержавшаяся в производстве 7 лет. Создав при решающем участии предпринимателя Уильяма Мерфи свою компанию Cadillac на базе реорганизованной «Компании Генри Форда», Лиланд особое внимание уделил точности обработки деталей и их взаимозаменяемости. Огромное впечатление на публику произвёл новаторский рекламный трюк, продемонстрированный компанией в 1907 в Брукленде, недалеко от Лондона: три автомобиля Кадиллак разобрали на детали на глазах у сотен зрителей и снова собрали, выбирая детали из общей кучи. Затем вновь собранные автомобили без единой поломки проехали 800 км.

## Lincoln
В 1917 Лиланд оставил пост президента компании Кадиллак и основал новую — Lincoln Motor. Во время Первой мировой войны компания производила авиадвигатели V12, но после окончания войны перешла на производство автомобилей, и первая же модель компании имела двигатель V8. В 1922 году компания перешла к Генри Форду.

## Вклад в автомобилестроение
Лиланду удалось сделать немало для усовершенствования автомобилей: он впервые установил на своих автомобилях электрический стартер и 8-цилиндровый двигатель оригинальной V-образной формы, также он произвёл первый в мире автомобиль с металлической крышей (ранее крыши авто делались из дерева) — это был Cadillac Osceola.